# Supernova (film din 2000)
Pentru filmul din 2005 cu același nume vezi Supernova.
Supernova este un film științifico-fantastic din 2000 realizat de Metro-Goldwyn-Mayer/United Artists. Scenariul este scris de David C. Wilson, William Malone și Daniel Chuba. Filmul a fost regizat de Walter Hill, care a fost creditat ca "Thomas Lee."

## Povestea
Scenariul prezintă asemănări cu cel din filmul Destinație mortală din 1997.
Filmul prezintă povestea unei nave medicale și de patrulare, denumită Nightingale 229. Acțiunea are loc în secolul al XXII-lea. Pe navă se află un echipaj format din șase oameni: un căpitan/pilot (Robert Forster), un co-pilot (James Spader), un ofițer medical (Angela Bassett), un tehnician medical (Lou Diamond Phillips), un paramedic (Robin Tunney) și un tehnician în calculatoare (Wilson Cruz). Alături de ei se mai găsește un robot îmbrăcat ca un pilot de vânătoare din primul război mondial. Nava primește un semnal SOS de la un tânăr misterios (Peter Facinelli) și pleacă în salvarea lui, făcând un salt și ajungând lângă o gigantă stea albastră care e pe punctul să devină o supernovă. Tânărul salvat are un artefact extraterestru, posibil primul semn al unei civilizații extraterestre. Obiectul este un fel de bombă de culoare albastră cu mici sfere roșii, ea are un înveliș dintr-o materie obișnuită (tridimensională) în care se găsește o ipotetică materie cu 9 dimensiuni.

## Distribuția
- James Spader este Nick Vanzant

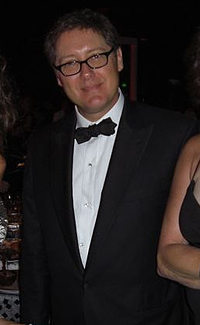
James Spader

- Angela Bassett este Dr. Kaela Evers
- Robert Forster este A.J. Marley
- Lou Diamond Phillips este Yerzy Penalosa
- Peter Facinelli este Karl Larson
- Robin Tunney este Danika Lund
- Wilson Cruz este Benj Sotomejor
- Eddy Rice Jr. este Flyboy
- Knox White este Troy Larson (și Knox Grantham White)
- Kerrigan Mahan este Troy Larson (voce)
- Vanessa Marshall este Scumpa (vocea calculatorului de bord)